# Pracht
Pracht est une municipalité allemande située dans le land de Rhénanie-Palatinat et l'arrondissement d'Altenkirchen (Westerwald).